# Legio III Italica
A Legio III Italica (legio tertia italica, III. itáliai légió) egy római légió volt, amely a Duna germániai szakaszán, Castra Reginában (ma Regensburg) állomásozott. Jelvénye a gólya volt.

## Története

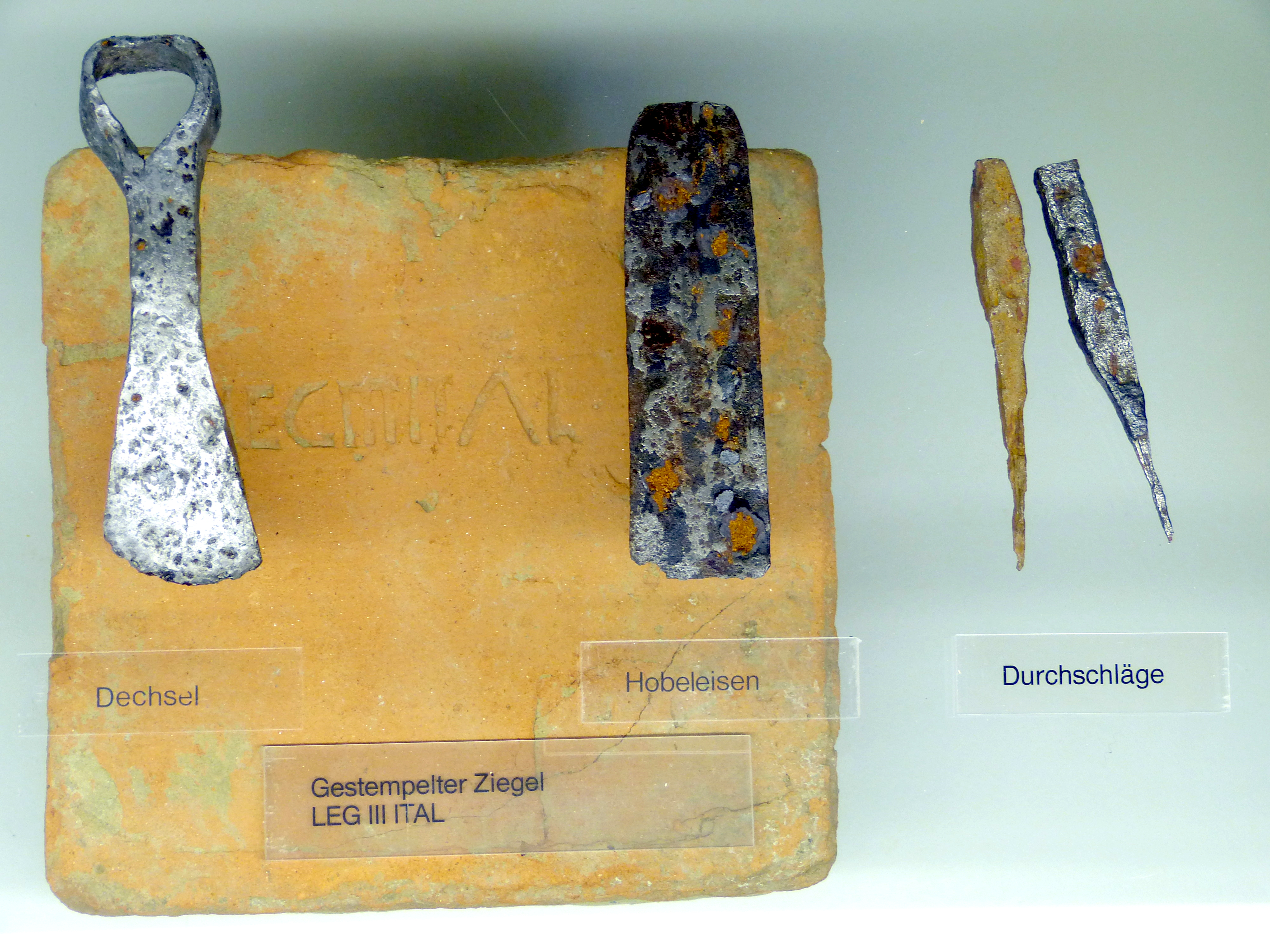
A III Italica pecsétjével ellátott tégla és szerszámok a kelheimi régészeti múzeumban

A II. és III. itáliai légiót Marcus Aurelius hozta létre 165-ben vagy 166-ban, mert a markomannok elleni háborújában sürgős  szüksége volt új katonákra. A III Italica mellékneve - valószínűleg alapításától kezdve - Concors, "harmonikus" volt, ami Marcus Aurelius és uralkodótársa, Lucius Verus viszonyára akart utalni. Az "Italica" elnevezés alapján a légió katonái Itáliából származtak; egy felirat szerint egyikük Comóban született.
Minden valószínűség szerint az egység a I Adiutrix és II Italica légiókkal együtt Raetia és Noricum határprovinciákat biztosította. Parancsnokuk Publius Helvius Pertinax (a leendő császár) volt. A III Italica ekkori pontos állomáshelye nem ismert, bár a II. és III. itáliai légió katonáiból összeállítottak egy kontingenst, amely a dalmáciai Salonaeben (ma Split) teljesített szolgálatot.
171-ben a légió katonái a régi kelta település, Radaspona mellett felépítették erődjüket, Castra Reginát (ma Regensburg). Meglehetősen szokatlan módon nem a hagyományos táborszerkezetet követték, ahonnan a légió bármikor könnyen kivonulhatott, hanem egy hatalmas erődítményt emeltek 8 méter magas és 2 méter vastag falakkal. Castra Regina nem a további terjeszkedés bázisául, hanem a barbárok támadásainak elhárítására épült; ez a fajta épület a 4. század elején már jóval elterjedtebb volt.
A légió katonái Raetia provincia városaiban is elláttak különböző feladatokat, például a fővárosban, a közeli Augusta Vindelicumban (ma Augsburg). A légió parancsnoka gyakran a helytartói címet is viselte. A feliratok tanúsága szerint a katonák a kisebb városokban is jelen voltak.
193. január 1-én a légió volt parancsnoka, Pertinax került a császári trónra de rövid idő múlva meggyilkolták. Az ezt követő polgárháborúban a III Italica Pannonia Superior helytartóját, Lucius Septimius Severust támogatta és elkísérte őt Rómába. A légió alegységei ezután harcoltak Severus ellenfelei, Pescennius Niger és Clodius Albinus ellen és talán a császár pártus háborújában is részt vettek. 

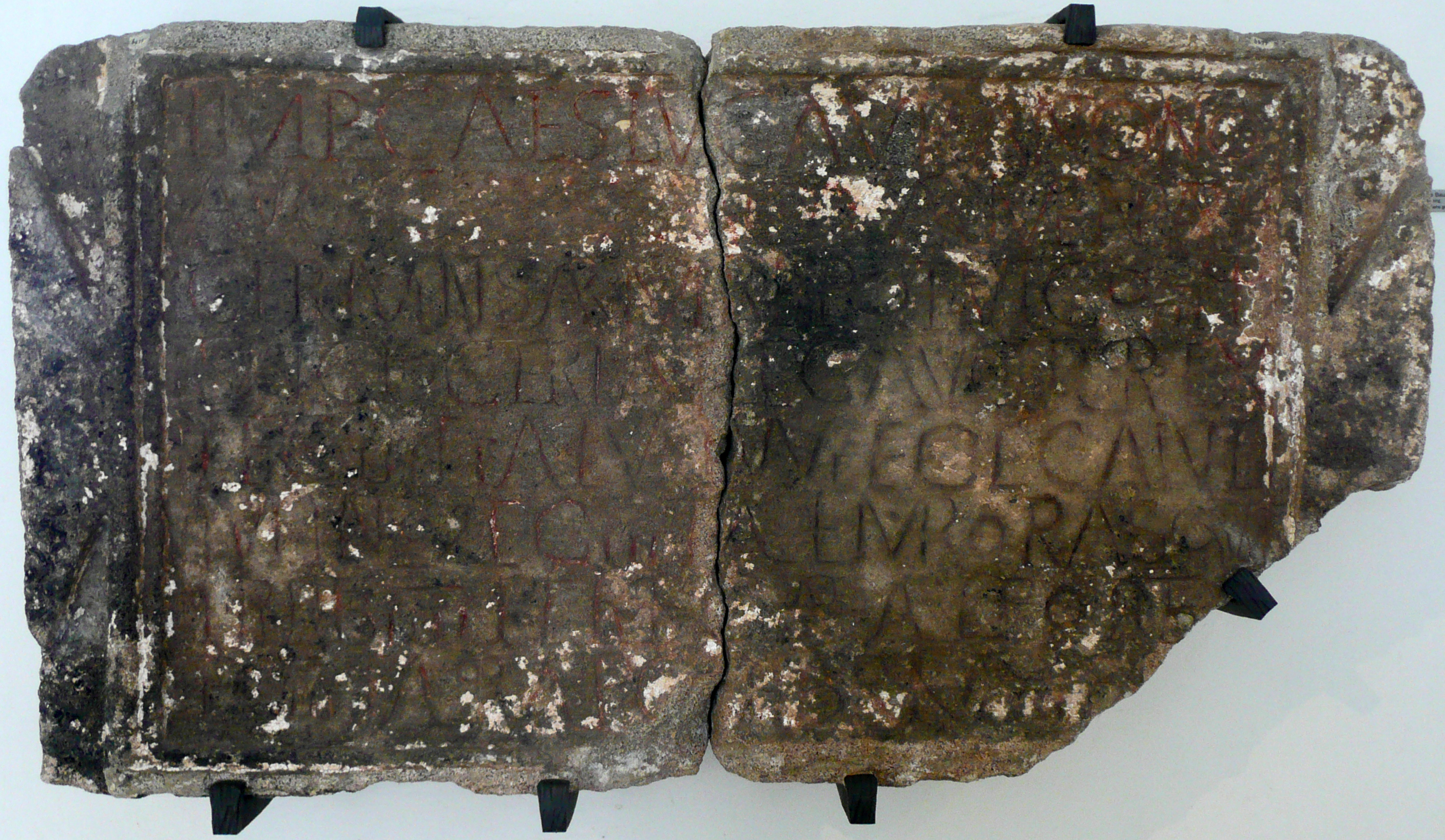
A légió katonái által végzett építkezés felirata Commodus császár idejéből

Severus fia, Caracalla 213-ban a III Italica, VIII Augusta és XXII Primigenia légiókkal folytatott sikeres hadjáratot a germán alemannok ellen. Feltehetően egyes alegységei harcoltak a császár pártus háborújában, mert egyik katonájának sírköve Trákiában került elő és mással nem magyarázható az, hogy mit keresett ennyire keleten.
Egy felirat szerint a III. itáliai régió (vagy alegysége) részt vett III. Gordianus hadjáratában (minden valószínűség szerint a 243-244-es, szászánidák elleni háborúban).
253-ban a dunai légiók Valerianust kiáltották ki császárnak. A III Italica ennek kapcsán megkapta a Pia fidelis ("hűséges és lojális") melléknevet. Gallienus és Postumus császárok harcában a légió az előbbi pártjára állt és az kitüntette a Pia VI Fidelis VI ("hatszorosan hűséges és lojális"), majd a Pia VII Fidelis VII melléknevekkel.
Ebben az időben fő bázisa még mindig Regensburgban volt, de katonáit az egész birodalom területén bevetették; 273-ban például harcoltak Zenobia palmürai királynő ellen.
A légió még a 4. század végén is létezett, bár ekkorra hat kisebb egységre osztották. Közülük öt a Duna gázlóit védte az alemannok és osztrogótok ellen, valószínűleg egészen addig, amíg a dunai limes össze nem omlott az 5. század harmadik negyedében. Castrum Reginát a bajorok foglalták el. A hatodik alegységet Illyricumba vezényelték, ahol a III Herculiával együtt teljesített szolgálatot. 